# Calosoma scrutator
Calosoma scrutator – gatunek chrząszcza z rodziny biegaczowatych i podrodziny Carabinae. Zamieszkuje większą część nearktycznej i północnej części krainy neotropikalnej Ameryki Północnej.

## Taksonomia
Gatunek ten opisany został po raz pierwszy w 1775 roku przez Johana Christiana Fabriciusa pod nazwą Carabus scrutator. Jako lokalizację typową wskazano Wirginię. Do rodzaju Calosoma przeniesiony został przez Fabriciusa w 1801 roku. W 1866 roku Wiktor Moczulski włączył go do podrodzaju Calodrepa, a w 1876 roku Joseph Jean Baptiste Géhin wyznaczył go gatunkiem typowym tegoż podrodzaju. Do podrodzaju tego należą jeszcze trzy inne gatunki: Calosoma aurocinctum, Calosoma splendidum i Calosoma wilcoxi.

## Morfologia

### Owad dorosły

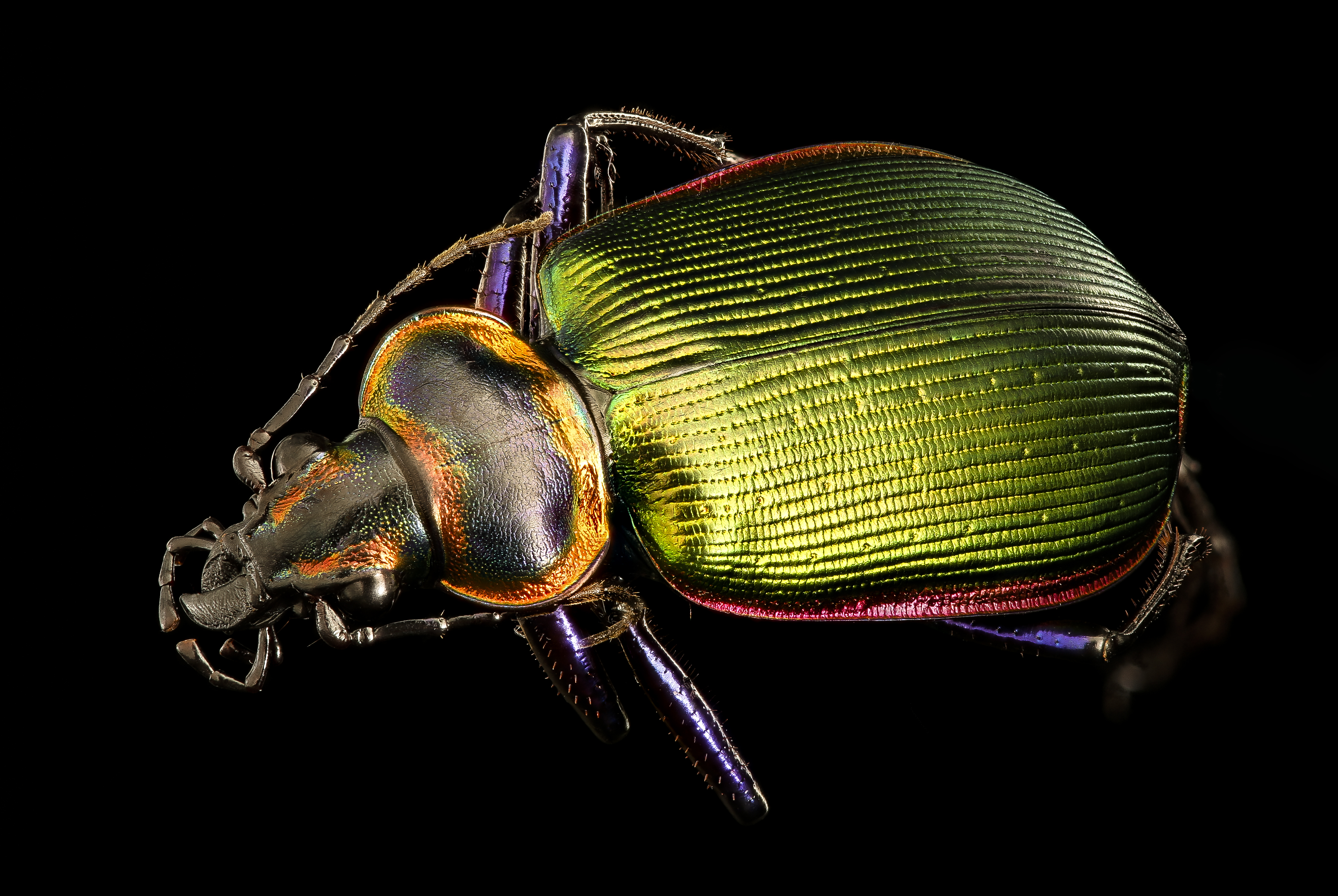
Imago

Chrząszcz o ciele długości od 25 do 35 mm i szerokości od 11 do 16 mm. Osiąga największe rozmiary spośród przedstawicieli podrodzaju. Głowę ma czarną z metalicznie złotozieloną okolicą oczu. Same oczy są duże i wyłupiaste. Przedplecze jest ciemnoniebieskie, fioletowe lub czarne z bokami szeroko obwiedzionymi barwą purpurową lub złotozieloną. Przedplecze ma łukowato zaokrąglone boki, drobno zaokrąglone kąty tylne i jest z tyłu słabiej zwężone niż u C. aurocinctum. Brak jest na nim szczecinek przypodstawowych. Powierzchnia przedplecza w nasadowej części jest bardziej nierówna niż u C. aurocinctum. Pokrywy są szerokie i nabrzmiałe, znacznie szersze od przedplecza. Barwę mają metaliczną, spiżową lub zieloną z czerwonymi, rudymi lub purpurowymi krawędziami bocznymi. Mają 16 wypukłych międzyrzędów o jednakowych wysokościach, wyraźnie wydzielonych rzędami. W okolicy barkowej występuje piłkowanie. Odnóża mają uda rudobrązowe z niebieskim lub purpurowym połyskiem. W budowie odnóży zaznacza się wyraźny dymorfizm płciowy. U samców przednie odnóża mają po cztery człony stóp rozszerzone i zaopatrzone w gąbczaste owłosienie na spodzie, a odnóża środkowe mają silnie łukowato wygięte golenie z kępką gęstego, czerwonego owłosienia położoną przedwierzchołkowo po stronie wewnętrznej. Spód ciała cechuje się niebieskim połyskiem metalicznym.

### Stadia rozwojowe
Jaja są białe z lekkim odcieniem żółtawym. Kształt mają podługowaty, zwężony na jednym końcu. Średnio mają 5 mm długości i 2 mm szerokości. Larwy są przysadziste, o zesklerotyzowanych rejonach oskórka ubarwionych brązowo lub czarno. Pierwsze stadium osiąga około 10 mm długości i 2,5 mm szerokości. Drugie stadium osiąga około 17 mm długości i 4 mm szerokości. Na końcu odwłoka, w pobliżu urogomfów pojawia się często u niego rudobrązowa plama. Trzecie stadium osiąga około 26 mm długości i 5,5 mm szerokości, a wspomniana plama staje się wyraźniejsza i rozleglejsza. 

## Biologia i ekologia

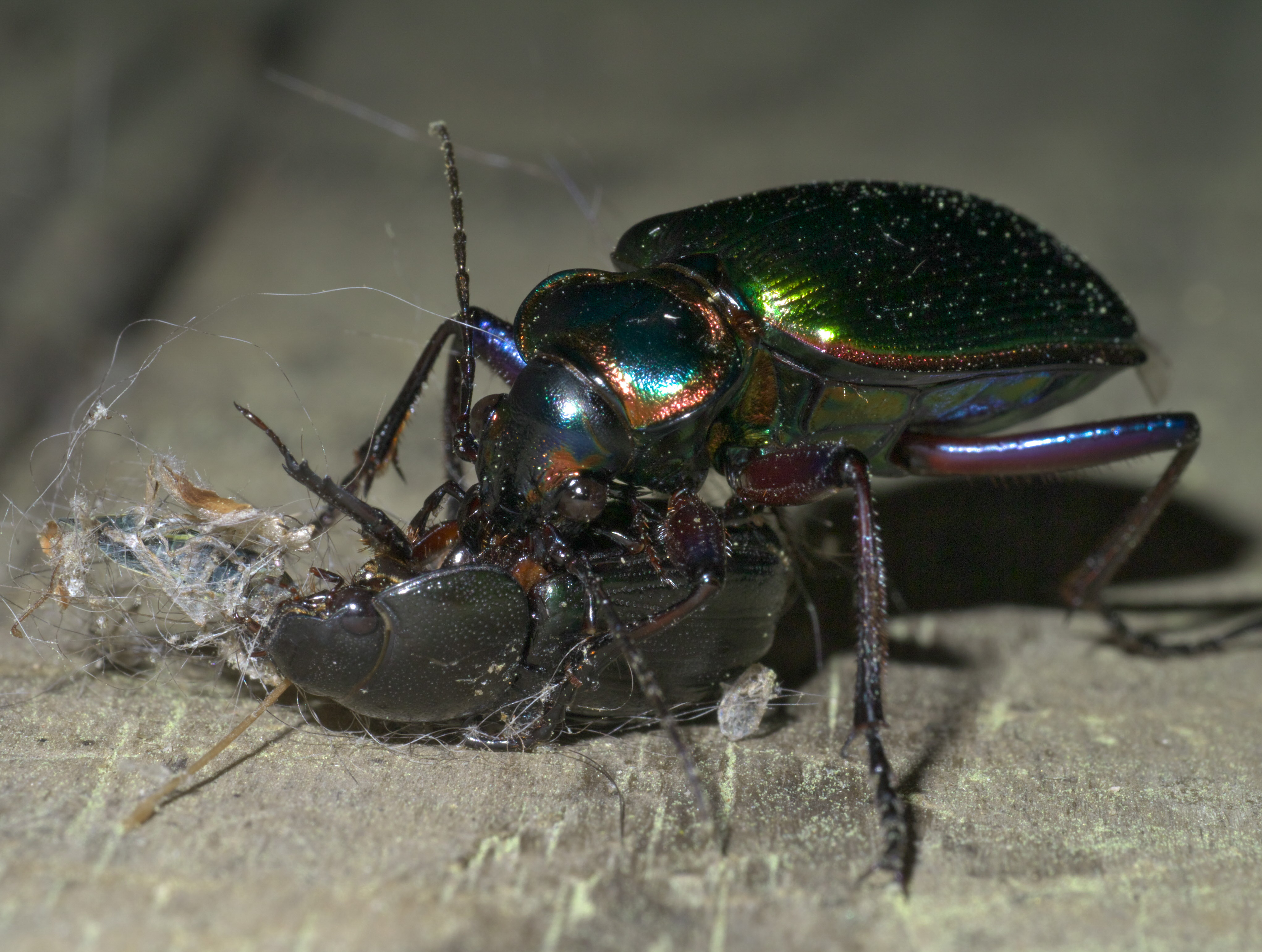
W trakcie posiłku

Owad ten zasiedla głównie lasy liściaste, ale spotykany jest także w ogrodach, parkach i na polach uprawnych. W ciepłym klimacie postacie dorosłe aktywne są cały rok, na południu Stanów Zjednoczonych od wiosny do listopada, a w klimacie chłodniejszym od marca do sierpnia ze szczytem pojawu w kwietniu i maju. Owady dorosłe dobrze latają i wspinają się po drzewach. Aktywne są głównie nocą i mogą przylatywać do sztucznych źródeł światła. Dzień spędzają zwykle ukryte pod kłodami, kamieniami i w różnych zakamarkach.
Zarówno larwy, jak i postacie dorosłe są drapieżnikami, chętnie wyszukującymi ofiary na drzewach i krzewach. Najczęściej żerują na gąsienicach i poczwarkach motyli. Wśród ich ofiar wymienia się Alabama argillacea, Alsophila pometaria, Archips fervidana, Erannis tiliaria, Lymatria, Malacosoma neustria i Paleacrita vernata. Poza tym w skład ich diety wchodzą chrząszcze i muchówki. Larwa w ciągu trwania trzeciego stadium zjada około 50 gąsienic, natomiast owad dorosły zjada ich w ciągu życia setki.
Cykl życiowy tego gatunku zamykać się może w ciągu roku, jednak dorosłe chrząszcze dożywają od dwóch do czterech lat i są w chłodniejszych rejonach stadium zimującym. Samica składa jaja do gleby. Inkubacja trwa od 3 do 15 dni w zależności od temperatury. Larwa po opuszczeniu jaja czeka przez 1–2 godziny do stwardnienia oskórka i dopiero wtedy opuszcza glebę. Pierwsze stadium larwalne trwa od 3 do 6 dni, drugie od 4 do 7, a trzecie od 9 do 15. Długość trwania stadiów larwalnych zależy od temperatury i dostępności pożywienia. Od pokarmu przyjętego przez larwę zależą rozmiary osiągane przez owada dorosłego. W pełni wyrośnięta larwa zagrzebuje się w miękkiej glebie na głębokość od 20 do 25 cm i tam buduje komorę poczwarkową. Stadium poczwarki trwa od 10 do 15 dni.
Owad ten pada ofiarą ptaków, ropuchowatych, ryjówkowatych, skunksowatych, lisów i szopów. Dorosłe chrząszcze w sytuacji zagrożenia bronią się kąsając oraz wydzielając z gruczołów obronnych oleistą substancję o odstraszającym, przypominającym piżmo zapachu, zawierającą m.in. związki podobne do kwasu metakrylowego.

## Rozprzestrzenienie
Gatunek szeroko rozprzestrzeniony w Nearktyce i północnej części krainy neotropikalnej. W Kanadzie znany jest z Kolumbii Brytyjskiej, Ontario, Quebecu, Nowej Szkocji, Nowego Brunszwiku oraz Wyspy Księcia Edwarda.
W Stanach Zjednoczonych notowany jest z Kalifornii, Nevady, Utah, Arizony, Kolorado, Nowego Meksyku, Dakoty Północnej, Dakoty Południowej, Nebraski, Kansas, Oklahomy, Teksasu, Minnesoty, Iowy, Missouri, Arkansas, Luizjany, Michigan, Wisconsin, Illinois, Indiany, Ohio, Kentucky, Tennessee, Missisipi, Alabamy, Nowego Jorku, Vermontu, New Hampshire, Maine, Massachusetts, Rhode Island, Connecticut, Pensylwanii, New Jersey, Dystryktu Kolumbii, Marylandu, Wirginii Zachodniej, Karoliny Północnej, Georgii i Florydy.
W Meksyku stwierdzony został m.in. z Kalifornii Dolnej, Sonory, Chihuahua, Coahuili, Tamaulipas, San Luis Potosí, Nayaritu, Jalisco, Colima, Michoacánu, Meksyku, Morelos, Puebli, Veracruz, Guerrero, Oaxaci, Chiapasu i Quintana Roo.
Poza tym zamieszkuje Portoryko, Gwatemalę, Salwador, Honduras i Nikaraguę. Jednokrotnie znaleziony został też na wybrzeżu Wenezueli, jednak wątpliwe by tworzył tam stabilną populację.

## Znaczenie gospodarcze
Owad ten uznawany jest za bardzo pożytecznego. Odgrywa rolę w ograniczaniu populacji licznych motyli zaliczanych do szkodników, w tym brudnicy nieparki i barczatek z rodzaju Malacosoma.